# Демидовщина
Деми́довщина (бел. Дзямідаўшчына) — деревня в Кобринском районе Брестской области Белоруссии. Входит в состав Городецкого сельсовета.
По данным на 1 января 2016 года население составило 64 человека в 39 домохозяйствах.
В деревне расположены фельдшерско-акушерский пункт и магазин.

## География
Деревня расположена в 32 км к северо-востоку от города Кобрин, 8 км от станции Городец, в 76 км к востоку от Бреста, у автодороги М10 Кобрин-Гомель.
На 2012 год площадь населённого пункта составила 1,26 км² (126 га).

## История
Населённый пункт известен с 1563 года как урощище "на грунте" города Городец. В разное время население составляло:
- 1999 год: 83 хозяйства, 173 человека;
- 2005 год: 76 хозяйств, 139 человек;
- 2009 год: 91 человек;
- 2016 год[2]: 39 хозяйств, 64 человека;
- 2019 год[1]: 47 человек.